# Secamonopsis
Secamonopsis là chi thực vật có hoa trong họ Apocynaceae.